# پی‌نما

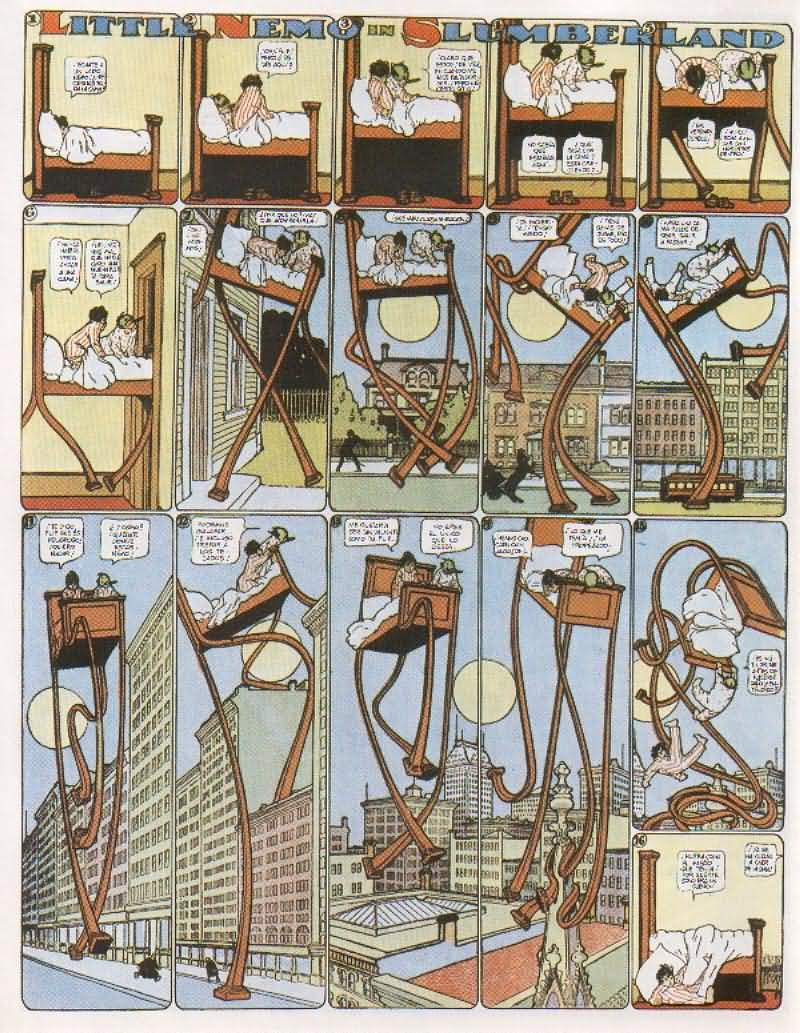
نمونه ای از پی نما، داستان مصور

پی‌نما به مجموعه تصاویر متوالی که یک روایت بصری غیرمتحرک می‌سازند و توضیح اتفاق یا صحبت شخصیت‌های آن نیز در کادر تصویر قرار می‌گیرد کمیک استریپ یا پی‌نما گفته می‌شود. واژة «پی‌نما» به متوالی (پی‌درپی) و مصور بودن این آثار اشاره دارد. پی‌نما می‌تواند از یک صفحه با ۴ «قاب» شروع و بسته به ظرفیت داستان تا چند صد صفحه ادامه داشته باشد.
پی‌نما معمولاً در قالب کتاب و مجله می‌گنجد. هر چند ممکن است به صورت PDF یا عکس در صفحات مجازی و اینترنت هم به صورت الکترونیکی منتشر شود اما قالب رایج آن کتاب و مجله است. پی‌نما حتماً باید دارای موضوع و داستانی واحد باشد. نمی‌توان کنار هم قرار دادن عکس‌ها و تصاویری که هیچ ارتباطی با یکدیگر ندارد را پی‌نما نامید. پی‌نما شامل تصاویر و نقاشی‌های متعدد است و معمولاً از حداقل ۴ تصویر تشکیل شده است؛ بنابراین پی‌نما با کاریکاتور و نقاشی متفاوت است زیرا در کاریکاتور و نقاشی تنها یک کادر برای عکس وجود دارد. در پی‌نما صحبت‌ها در قالب بالون می‌آیند. همچنین حس حرکت به کمک توالی تصاویر و کادربندی مناسب القا می‌شود. در پی‌نما معمولاً طراحی و معرفی کاراکتر یک مسئلهٔ مهم و کلیدی است. روال داستانی آن مشابه فیلم‌نامه است و یک داستان را نقل می‌کند؛ البته تفاوت اصلی آن با فیلم‌نامه آن است که روال داستان به صورت مکتوب نقل نمی‌شود بلکه داستان به صورت تصویرهای متعدد روایت می‌شود.

## انواع پی‌نما
از لحاظ موضوعی می‌توان پی‌نما را یکی از متنوع‌ترین قالب‌های تصویری موجود دانست که از موضوعات جدی علمی و آموزشی تا سرگرمی و خبررسانی را پوشش می‌دهد؛ اما از نظر فرم انتشار، پی‌نما در چند قالب خاص قرار می‌گیرد.

### پی‌نمای روزنامه‌ای
معمولاً به صورت پاورقی یک داستان را در چند نوبت بازگو می‌کند.

### پی‌نمای مجله‌ای
در مجلات تخصصی پی‌نما یا برای تصویرسازی و نقل داستان در مجله از این قالب استفاده می‌شود که به صورت داستان کوتاه یا دنباله‌دار منتشر می‌شود.

### پی‌نمای کتابی
این نوع معمولاً برای انتشار رمان یا داستان بلند به کار می‌رود. ناشران حرفه‌ای پی‌نما، گاهی با اتمام داستان‌های پاورقی، تمام قسمت‌های آن را به صورت کتاب منتشر می‌کنند.

### کاتالوگ پی‌نما
برای استفادهٔ آموزشی در مسائل ایمنی یا برای توضیح روش استفاده از وسایل الکترونیکی به کار می‌رود.

### سایر کاربردها
پی‌نمای تک شماره‌ای، تبلیغاتی، نوع متحرک پی‌نما یعنی موشن کمیک و… سایر قالب‌های کاربردی پی‌نما هستند.

## پی‌نما در ایران باستان
هنگامی که صحبت از پی‌نما و انیمیشن به میان می‌آید، یکی از اولین کشورهایی که به عنوان پایه‌گذار و پیش‌کسوت این عرصه به ذهن می‌رسد کشورهایی مثل آمریکا، ژاپن و کره هستند. اما می‌توان گفت که اولین پی‌نما و به نوعی اولین انیمیشن متعلق به یکی از کهن‌ترین تمدن‌های بشری یعنی ایران است. در حدود ۵۰۰۰ سال پیش شهری در سیستان پدید آمد که به لحاظ بافت شهری، جمعیت، برنامه‌ریزی شهری و … اولین شهر جهان بود.

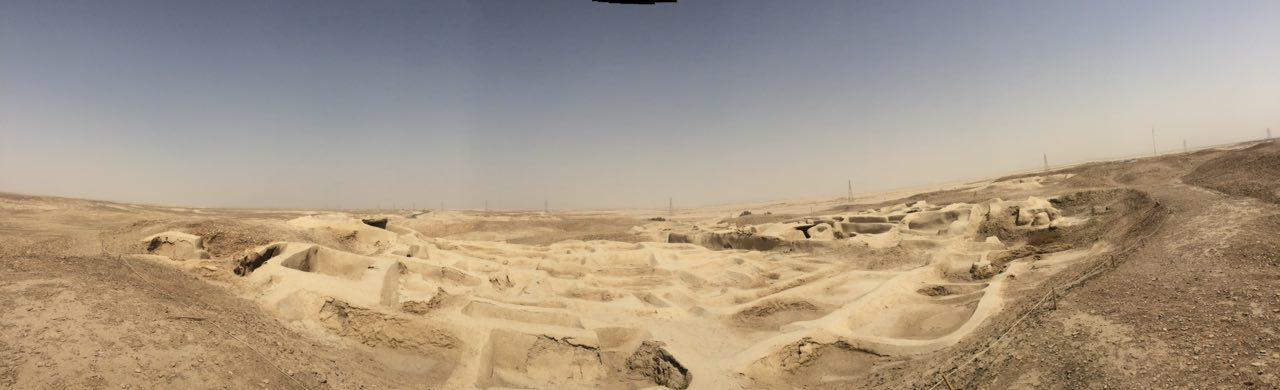
منطقه شرقی مسکونی شهر سوخته

شهر سوخته به‌عنوان بزرگ‌ترین محل استقرار شهرنشینی در نیمهٔ شرقی فلات ایران، نمونه‌ای منحصر به فرد و حکایت‌گر واقعی علم، صنعت و فرهنگ گذشته‌های دور این کشور است.
این شهر از نادرترین شهرهای باستانی است و باستان‌شناسان در آن آثار شگفت‌انگیزی از تمدن یافته‌اند. از نظم شهری گرفته تا اولین چشم مصنوعی دنیا! باستان‌شناسان هنگام کاوش در گوری ۵ هزار ساله جامی را پیدا کردند که نقش یک بز همراه با یک درخت روی آن دیده می‌شود. آن‌ها پس از بررسی این شیء دریافتند که نقش موجود بر آن برخلاف دیگر آثار به دست آمده از محوطه‌های تاریخی شهر سوخته، در قاب‌های کنار هم به صورت هدفمند تکرار شده است، به گونه‌ای که حرکت بز به سوی درخت را نشان می‌دهد. هنرمندی که جام سفالین را بوم نقاشی خود قرار داده، توانسته است در ۵ قاب، بزی را طراحی کند که به سمت درخت حرکت و از برگ آن تغذیه می‌کند.

نخستین پویانمایی جهان بر ظرف سفالین کشف شده از شهر سوخته در استان سیستان و بلوچستان قدمت: هزارهٔ سوم پیش از میلاد. محل نگهداری: تهران موزه ایران باستان

و اگر این تصاویر را در قالب فیلم در کنار هم قرار دهیم، اولین انیمیشن دنیا در آن مشاهده می‌شود. این نقش‌ها قدیمی‌ترین تصاویری هستند که سیر یک حرکت را در قالبی مانند پی‌نما نشان می‌دهند و این نشان از دقت و زبردستی هنرمندان ایران باستان دارد.

## پی‌نما در عصر معاصر ایران
پی‌نما در ایران سابقهٔ چندان طولانی‌ای ندارد اما در همین زمان کوتاه فرازونشیب‌های بسیاری طی کرده است. در حال حاضر پی‌نما نسبت به سایر رشته‌های هنرهای تجسمی در حاشیه قرار دارد.

## پیش از انقلاب اسلامی
داستان‌های مصور فارسی، تا دهه ۱۳۴۰ خورشیدی رایج نبودند. در این سال‌ها مجلهٔ کیهان بچه‌ها (از مجموعه نشریات مؤسسه کیهان) شروع به انتشار داستان‌های مصور کرد.

ماجراهای تَن‌تَن و میلو، از معروف‌ترین داستان‌های مصور است که تاکنون به بیش از ۷۰ زبان ترجمه شده است.

در سال‌های ۱۳۵۰ تا ۱۳۵۶ انتشارات یونیورسال، به مدیریت ماردیک بوغوسیان، سیزده عنوان از ماجراهای تن‌تن و میلو را با ترجمهٔ خسرو سمیعی به چاپ رساند. در سال ۱۳۵۵ انتشارات یونیورسال کتاب «عظمت بازیافته» را با تصویرگری طراحی بلژیکی به نام دینو آتاناسیو منتشر کرد. این کتاب اثری تبلیغاتی بود که تاریخ معاصر ایران را بنا بر روایت رسمی رژیم پهلوی بیان می‌کرد.
از سال ۱۳۵۸ تاکنون چهار مجله (عصر مصور، کمیک گل آقا، هزار قصه و جدید) به صورت اختصاصی در ایران منتشر شده‌اند که در حال حاضر فقط مجلهٔ «عصر مصور»، آن هم اغلب با آثار ترجمه‌ای در حال فعالیت است و سه مجله دیگر منتشر نمی‌شوند.
حوزهٔ کتاب
مرجع قابل استنادی برای بررسی آمار کتاب‌ها وجود ندارد؛ بنابراین، نمی‌توان وضعیت چاپ کتاب‌های پی‌نما را به صورت مجزا بررسی کرد. تا کنون ۲۳ عنوان کتاب پی‌نما در ایران منتشر شده است که می‌توان آنها را در ۴ موضوع دسته‌بندی کرد.
- کتاب‌های آموزشی برای ساخت پی‌نما
- کتاب‌های پی‌نما که روایت‌گر داستان‌های ایران باستان و بخصوص قصه‌های شاهنامه هستند
- کتاب‌های داستانی برای کودکان
- کتاب‌های طنز

در ایران هیچ شرکت تخصصی چاپ و نشر کتب پی‌نما وجود ندارد و فعالان عرصهٔ پی‌نما به شکل انفرادی در این حرفه مشغول‌اند. اکثر این افراد به خاطر علاقة شخصی به این مقوله می‌پردازند و به علت مشکلات مالی و عدم برگشت سرمایه نمی‌توانند آن را به عنوان یک شغل در نظر بگیرند. همچنین تمامی کتاب‌های چاپ شده به صورت پراکنده و در انتشارات گوناگون به چاپ رسیده است.

## فضای مجازی
از سال ۱۳۹۰ تا ۱۳۹۶ در فضای مجازی یک جهش ناگهانی و رشد تصاعدی سایت‌های هوادار کمیک و مانگا در ایران وجود داشته است. اغلب این سایت‌ها یا فروم‌ها از یک تیم تحریریه تشکیل شده‌اند که فعالیت‌های سایر اعضای داوطلب و مخاطبان را جهت‌دهی می‌کنند و به ترجمهٔ آثار خارجی می‌پردازند. این سایت‌ها در نفوذ فرهنگ غربی کمیک در کشور تأثیر زیادی داشته‌اند و در ترویج کمیک‌های غربی و ژاپنی در ایران پیش قدم بوده‌اند. تا کنون بالغ بر ۳۰ سایت و وبلاگ و فروم با موضوع کمیک استریپ یا مانگاه راه‌اندازی شده است که در حال حاضر حدود یک سوم از آنها فعال هستند. مهم‌ترین فعالیت‌های این سایت‌ها به شرح زیر است:
- رصد دنیای کاراکترهای کمیک آمریکایی به ویژه آثار دو شرکت مارول و دی‌سی و مانگای ژاپن
- رصد فیلم‌های ساخته شده از کمیک‌ها و ارائهٔ زیرنویس برای جدیدترین فیلم‌ها
- انتشار اخبار، مصاحبه‌ها و تحلیل‌ها در خصوص جدیدترین فیلم‌ها
- ترجمه و انتشار کمیک‌ها و مانگاها به زبان فارسی

## رویدادهای پی‌نمایی در ایران
تا سال ۹۵ مسابقاتی به صورت پراکنده در کنار دوسالانهٔ کاریکاتور تهران یا فستیوال‌های دانشجویی برگزار شده بود اما در سال ۹۶ دو سری مسابقة تخصصی توسط خانة پی‌نمای ایران برگزار گردید. همچنین مسابقة سالانة فن‌آورد در سال ۹۵ در کنار برنامه‌نویسی، رشتة طراحی کاراکتر را افزود.

## مجموعه‌های پی‌نمایی فعال
مجموعه‌های مرتبط با پی‌نما در ایران را می‌توان به پنج بخش تقسیم کرد: مجموعه‌های حمایتی، مجموعه‌های آموزشی، انتشاراتی‌ها، استودیوها و پلت‌فرم‌ها.

### انتشاراتی‌ها

#### انتشارات دانش‌آموز
نشر دانش‌آموز از سال ۱۳۶۷ فعالیت رسمی خود را آغاز کرده است. بیش از یکصدوپنجاه عنوان کتاب برای کودکان و نوجوانان را تولید و چاپ و توزیع کرده است. از سال ۱۳۸۶ تولید و چاپ کتاب‌های پی‌نما را آغاز کرده و دو پی‌نمای داستان مصور عاشورا و ملیکا؛ مام خورشید عدالت را تولید و چاپ کرده است. هر کدام از این پی‌نماها تا کنون به چندین زبان ترجمه شده‌اند.

#### انتشارات خراسان
انتشارات خراسان زیرمجموعة مؤسسة فرهنگی و هنری خراسان در سال ۹۱ تأسیس شده است. این انتشارات در سال ۹۲ اولین سری کتاب‌های پی‌نمای شاهنامه را منتشر کرد. در سایت رسمی این انتشارات آمده است: «در چشم‌انداز ۱۰ ساله‌ای که برای انتشارات ترسیم شده آمده است که با تولید محصولات و محتواهای غنی و تأثیرگذار، از توان رقابت در مقیاس داخلی و منطقه‌ای برخوردار شود و به جرگهٔ ناشران برتر کشور بپیوندد. با این چشم‌انداز شعار محوری انتشارات مؤسسه فرهنگی هنری خراسان «کتاب در سبد کالای مصرفی خانواده‌ها» است. همچنین تبیین و ترویج سبک زندگی اسلامی ایرانی، رشد و تربیت اسلامی، بصیرت افزایی و تعمیق فکری، ارتقای فرهنگ و رفتار عمومی و محتواهای آموزشی در زمینه ادبیات، تاریخ، کودک و نوجوان، دین و هنر و … و ترجمهٔ آثار غنی، از دیگر اهداف سازمان انتشارات مؤسسه فرهنگی هنری خراسان است.»

#### انتشارات چترنگ
انتشارات چترنگ برای نخستین‌بار در ایران آثار برجسته و کلاسیک جهان را -که شاید بتوان آن‌ها را اولین نمونه‌های پی‌نمای بزرگسال دانست- به صورت رمان مصور منتشر کرده است.
ا

### استودیوها

#### هورخش استودیو
استودیو هورخش یک مجموعة تولید انیمیشن است که آثاری در قالب پی‌نما منتشر کرده است. نمونة این آثار رمان مصور آخرین داستان جمشید؛ طلوع ۱ و جمشید؛ طلوع ۲ است.

### پلت‌فرم‌ها

#### باتیس
باتیس یک افزونه در بستر اندروید است که قابلیت طراحی پی‌نما و تولید کمیک موشن دارد. همچنین تیم تولید محتوای این نرم‌افزار به ترجمه و نشر پی‌نما می‌پردازند.

#### کمیک‌دونی
کمیک‌دونی یک افزونه در بستر اندروید است که پی‌نمای غربی و مانگا به صورت سریالی در آن منتشر می‌شود و غالب مخاطبان خود را از میان نوجوانان جذب کرده است. کمیک‌دونی دو مسابقة طراحی پی‌نما نیز در سطح دانش‌آموزی برگزار نموده است.